# 小行星5842
小行星5842（5842 Cancelli）是一颗围绕太阳公转的小行星。1986年2月8日，亨利·德波鸿诺在拉西拉天文台发现了此天体。
这颗小行星的绝对星等为59.53346858373791等。